# Пачовский, Михаил Иванович
Михаил Иванович Пачовский (укр. Михайло Іванович Пачовський; 20 сентября 1861, с. Добростаны, Королевство Галиции и Лодомерии, Австрийская империя (ныне Яворовский район, Львовская область, Украина) — 13 марта 1933, г. Долина, Станиславовского воеводства Польской Республики (ныне Ивано-Франковская область) — галицко-украинский писатель
, педагог, фольклорист, редактор, этнограф, композитор-любитель, общественный деятель, просветитель. Почетный гражданин г. Долина.

## Биография
После окончания в 1887 году Венского университета, учительствовал в Львове, Коломые и Долине.
В 1884 году по инициативе М. Пачовского в селе Добростаны была основана изба-читальня им. Т. Г. Шевченко. Основатель и первый директор первых учебных заведений в Долине с украинским языком обучения: Украинской частной гимназии им. Маркиана Шашкевича и украинской частной учительской семинарии.
После возникновения ЗУНР занимал должность городского комиссара Долины, был делегатом Украинского Национального Совета Западно-Украинской Народной Республики от Долинского уезда.
Некоторое время редактировал украинский иллюстрованный детский журнал «Дзвінок».
Дебютировал, как прозаик с повестью «Вечорниці». Известен как автор многих трудов по фольклору. В молодости собирал на Прикарпатье образцы устного словесного творчества. И уже в 1892 г. опубликовал фольклористические исследования («Про вплив християнства на усну словесність русинів», «Дещо про руські билини і думи», 1893; «Народний похоронний обряд на Русі», 1903), статей об украинских деятелях культуры Тарасе Шевченко, Иване Котляревском, Маркиане Шашкевиче, опубликовал «Ілюстроване українсько-руське письменство в життєписах для молодежи» (1909), «Виїмки з українсько-руського письменства ХVІ-ХVІІІ ст. для вищих кляс середніх шкіл» (1916), учебников для школ.
В 1901—1903 годах вышло двухтомное исследование «Народні думи з ілюстраціями». В 1908 году вышли его «Замітки до науки руської мови в середніх школах».
Был композитором-любителем, создал несколько песен для смешанного хора («Ой, не гаразд, запорожці», «Чумаки»). В 1931 году был одним из членов-учредителей «Гимнастическо-спортивного общества Сокол» в Долине.
Племянник Михаила Пачевского — Василий Пачевский, поэт-модернист, историк, философ.
Похоронен на старом кладбище города Долины.